# Länsväg 186
De Zweedse weg 186 (Zweeds: Länsväg 186) is een provinciale weg in de provincie Västra Götalands län in Zweden en is circa 29 kilometer lang.

## Plaatsen langs de weg
- Grästorp
- Främmestad
- Nossebro
- Jonslund

## Knooppunten
- Riksväg 47 bij Grästorp (begin)
- Länsväg 190 bij Nossebro
- E20 bij Jonslund (einde)